# Dinastia Deva
|  | Per a altres significats, vegeu «Dinastia Deva de Samatata». |

La Dinastia Deva  (vers segles XII – XIII) fou una dinastia hindú de Bengala, durant el període alt medieval; va governar sobre Bengala Oriental dsprés de la dinastia Sena. La capital de la dinastia fou Bikrampur avui dia al districte de Munshiganj de Bangladesh. El final d'aquesta dinastia és desconegut.
Aquest dinastia hindú vaixnavita és diferent d'una dinastia amb el mateix nom, però més antiga i budista que va governar a Bengala el que es va dir regne de Samatata als segles VIII-IX, la capital del qual fou Devaparvata. Quatre governants d'aquesta dinastia són coneguts per inscripcions: Shantideva, Viradeva, Anandadeva i Bhavadeva. El govern dels Deves fou de fet un període de pau, prosperitat, i excel·lència creativa, i pot ser designat com la "Edat Daurada" de Bengala.

## Governants
Les fonts principals de la història d'aquesta dinastia són tres inscripcions en coure del rei Damodaradeva emeses en l'era Saka el 1156, 1158 i 1165, que eren el seu 4t, 6è i 13è any de regnat. Tot i que hi ha molts mites sobre aquesta dinastia, cap ha estat ser provat amb evidència indiscutible. Els primers tres governants són coneguts per la inscripció de coure de Chittagong que el rei Damodaradeva va datar a l'era Saka equivalent al 1165. El primer governant d'aquesta dinastia fou Purushottamadeva, qui va augmentar de la posició d'un cap de poble (gramani) fins a un gran governant regional. El seu fill Madhumathana o Madhusudanadeva fou el primer governant independent d'aquesta dinastia, que va assumir el títol de nripati. Va ser succeït pel seu fill Vasudeva i aquest al seu torn fou succeït pel seu fill Damodaradeva. Damodaradeva (regna vers 1231–1243) fou el governant més potent d'aquesta dinastia. Va agafar el títol de Ariraja-Chanura-Madhava-Sakala-Bhupati-Chakravarti. Les inscripcions mostren que el seu regne s'estenia fins al que avui dia és la regió de Comilla-Noakhali-Chittagong. Un governant més tardà d'aquesta dinastia Ariraja-Danuja-Madhava, Dasharathadeva, va estendre el seu regne fins a Bikrampur que va convertir en la seva capital. Va fer una inscripció en aquesta ciutat. Yahya bin Ahmad en el seu Tarikh-i-Mubarak Shahi l'esmenta amb el nom de Danuj Rai de Sonargaon i diu que va fer una aliança amb Ghiyath al-Din Balban el 1281. El seu germà Bikramaditya Deva més tard es va traslladar al costat oriental del regne el 1294. Això és el darrer rècord registrat d'aquesta dinastia.

## Reis
- Purushottam / Purusottamadeva (cap de poble, fundador de la dinastia)
- Madhusudan / Madhumathanadeva (agafa el títol reial) ?-1231
- Vasudeva (fill) 1231 - 1243
- Damodaradeva ? (vers 1281)
- Danuja Madhav Dasaratha Deva (fill?) 1281-?
- Viradharadeva?
- Nargirvanah Kharavanah?
- Bikramaditya, vers 1294